# Sphex neoumbrosus
Sphex neoumbrosus är en biart som beskrevs av Jha och Farooqui 1996. Sphex neoumbrosus ingår i släktet Sphex och familjen grävsteklar. Inga underarter finns listade i Catalogue of Life.